# Кожабахи
Кожаба́хи (каз. Қожабақы) — село у складі Казалінського району Кизилординської області Казахстану. Адміністративний центр Арандинського сільського округу.
У радянські часи село називалось Енгельс.
Населення — 1540 осіб (2021; 1698 у 2009, 1876 у 1999, 1880 у 1989).